# Thomas Attwood

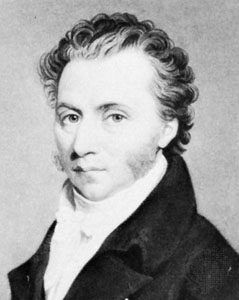
Thomas Attwood (1783-1859)

Thomas Attwood (Halesowen, 6 oktober 1783 - Great Malvern, Worcestershire, 6 maart 1856) was een Brits econoom, politiek actievoerder en parlementslid. Hij studeerde aan twee verschillende Grammar Schools.

## Economie
Attwood ging in 1800 werken bij de bank van zijn vader in Birmingham. In 1812 maakte hij indruk toen hij namens een delegatie uit Birmingham voor een parlementaire enquêtecommissie van het Lagerhuis ageerde tegen de monopoliepositie van de East India Company in de buitenlandse handel. Hij interesseerde zich voor de actute economische problemen van zijn tijd. Zijn ideeën over onderconsumptie hadden een belangrijke invloed op de Birmingham School onder de economische wetenschappers. In 1815 pleitte hij voor het bestrijden van de grote werkloosheid door het afschaffen van de monetaire gouden standaard en het van overheidswege in omloop brengen van meer geld.

## De Birmingham Political Union
In 1830 richtte Thomas Attwood de Birmingham Political Union op, deze organisatie streefde naar directe vertegenwoordiging van de grotere steden zoals Birmingham in het  Lagerhuis. Hij speelde een leidende rol bij de acties voor het aannemen van de Great Reform Act van 1832. Nadat dit doel was bereikt werd hij van 1832-1839 het eerste parlementslid voor Birmingham.